# Геометричний кістяк
Геометричний кістяк (англ. geometric spanner) або t-кістяковий граф, або t-кістяк спочатку введено як зважений граф на множині точок як вершин, для якого існує t-шлях між будь-якою парою вершин для фіксованого параметра t. t-шлях визначають як шлях у графі з вагою, що не перевищує в t разів просторову відстань між кінцевими точками. Параметр t називають коефіцієнтом розтягу кістяка.
В обчислювальній геометрії концепцію першим обговорював Л. П. Чу (1986), хоча термін «spanner» (кістяк) у статті не згадано.
Поняття кістякового дерева відоме в теорії графів: t-кістяки — це кістякові підграфи графів зі схожими властивостями розтягування, де відстань між вершинами графа визначається в термінах теорії графів. Тому геометричні кістяки є кістяковими деревами повних графів, укладених у площину, в яких ваги ребер дорівнюють відстаням між вершинами у відповідній метриці.
Остовы можна використати в обчислювальній геометрії для розв'язання деяких задач на близькість. Вони мають також застосування в інших галузях, таких як планування руху, в комунікаційних мережах — надійність мережі, оптимізація роумінгу в мобільних мережах тощо.

## Різні кістяки та міри якості
Для аналізу якості кістяків використовують різні міри. Найпоширенішими мірами є число ребер, загальна вага та найбільший степінь вершин. Асимптотично оптимальні значення для цих мір — {\displaystyle O(n)} ребер, {\displaystyle O(MST)} для загальної ваги та {\displaystyle O(1)} для найбільшого степеня (тут MST означає вагу мінімального кістякового дерева).
Відомо, що пошук кістяка на евклідовій площині з найменшим розтягом на n точках з максимум m ребрами є NP-складною задачею.
Є багато алгоритмів, які добре поводяться за різних мір якості. Швидкі алгоритми включають кістякову цілком розділену декомпозицію пар (ЦРДП) і тета-графи, які будують кістяки з лінійним числом ребер за час {\displaystyle O(n\log n)}. Якщо потрібні кращі ваги і степені вершин, жадібний кістяк обчислюється майже за квадратичний час.

## Тета-граф
Тета-граф або {\displaystyle \Theta } -граф належить до сімейства кістяків, заснованих на конусі. Основний метод побудови полягає в поділі простору навколо кожної вершини на множину конусів (плоский конус - це два промені, тобто кут), які поділяють вершини графа, що залишилися. Подібно до графів Яо, {\displaystyle \Theta }-граф містить максимум по одному ребру для конуса. Підхід відрізняється способом вибору ребер. Тоді як у графах Яо вибирають найближчу вершину відповідно до метричної відстані у графі, у {\displaystyle \Theta }-графі визначають фіксований промінь, що міститься в кожному конусі (зазвичай бісектрису конуса) і вибирають найближчих сусідів (тобто з найменшою відстанню до променя).

## Жадібний кістяк
Жадібний кістяк або жадібний граф визначають як граф, отриманий багаторазовим додаванням ребра між точками, що не мають t-шляху. Алгоритми обчислення цього графа згадують як алгоритми жадібного кістяка. З побудови очевидно випливає, що жадібні графи є t-кістяками.
Жадібні кістяки відкрили 1989 року незалежно Альтхефер і Берн (не опубліковано).
Жадібний кістяк досягає асимптотично оптимального числа ребер, загальної ваги і найбільшого степеня вершини і дає кращі величини міри на практиці. Його можна побудувати за час {\displaystyle O(n^{2}\log n)} з використанням простору {\displaystyle O(n^{2})}.

## Тріангуляція Делоне
Головним результатом Чу було те, що для множини точок на площині існує тріангуляція цих наборів точок, така, що для будь-яких двох точок існує шлях уздовж ребер тріангуляції з довжиною, що не перевищує {\displaystyle {\sqrt {1}}0} евклідової відстані між двома точками. Результат використано в плануванні руху для пошуку прийнятного наближення найкоротшого шляху серед перешкод.
Найкраща верхня відома межа для тріангуляції Делоне дорівнює {\displaystyle (4{\sqrt {3}}/9)\pi \approx 2,418}-кістяка для його вершин. Нижню межу збільшено від {\displaystyle \scriptstyle {{\pi }/2}} до 1,5846.

## Цілком розділена декомпозиція пар
Кістяк можна побудувати з цілком розділеної декомпозиції пар у такий спосіб. Будуємо граф із набором точок {\displaystyle S} як вершинами і для кожної пари {\displaystyle \{A,B\}} в ЦРДП додаємо ребро з довільної точки {\displaystyle a\in A} до довільної точки {\displaystyle b\in B}. Зауважимо, що отриманий граф має лінійне число ребер, оскільки ЦРДП має лінійне число пар.
| Розширюваний вміст |
| --- |
| Нам потрібні ці дві властивості ЦРДП: Лема 1: Нехай {\displaystyle \{A,B\}} — цілком розділена декомпозиція пар відносно {\displaystyle s}. Нехай {\displaystyle p,p'\in A} і {\displaystyle q\in B}. Тоді {\displaystyle \|pp'\|\leqslant (2/s)\|pq\|}. Лема 2: Нехай {\displaystyle \{A,B\}} — цілком розділена декомпозиція пар відносно {\displaystyle s}. Нехай {\displaystyle p,p'\in A} і {\displaystyle q,q'\in B}. Тоді, {\displaystyle \|p'q'\|\leqslant (1+4/s)\|pq\|}. Нехай {\displaystyle \{A,B\}} — цілком розділена декомпозиція пар відносно {\displaystyle s}. Нехай {\displaystyle [a,b]} — ребро, що з'єднує {\displaystyle A} з {\displaystyle B}. Нехай є точка {\displaystyle p\in A} і точка {\displaystyle q\in B}. За визначенням ЦРДП достатньо перевірити, що є {\displaystyle t}-кістяковий шлях, або, коротше, {\displaystyle t}-шлях, між {\displaystyle p} і {\displaystyle q}, який позначимо {\displaystyle P_{pq}}. Позначимо довжину шляху {\displaystyle P_{pq}} через {\displaystyle \|P_{pq}\|}. Припустимо, що є {\displaystyle t}-шлях між будь-якою парою точок із відстанню, меншою або рівною {\displaystyle \|pq\|} і {\displaystyle s>2}. З нерівності трикутника, припущень і факту, що {\displaystyle \|pa\|\leqslant (2/s)\|pq\|\Rightarrow \|pa\|<\|pq\|} і {\displaystyle \|bq\|\leqslant (2/s)\|pq\|\Rightarrow \|bq\|<\|pq\|} за лемою 1 маємо: {\displaystyle \|P_{pq}\|\leqslant t\|pa\|+\|ab\|+t\|bq\|} З леми 1 і 2 отримуємо: {\displaystyle {\begin{aligned}\|P_{pq}\|&\leqslant t(2/s)\|pq\|+(1+4/s)\|pq\|+t(2/s)\|pq\|\\&=t(4/s)\|pq\|+(1+4/s)\|pq\|\\&=\left({\frac {4t+4}{s}}\right)\|pq\|+\|pq\|\\&=\left({\frac {4(t+1)}{s}}+1\right)\|pq\|\end{aligned}}} Так що: {\displaystyle {\begin{aligned}t&={\frac {4(t+1)}{s}}+1\\t-1&={\frac {4(t+1)}{s}}\\s(t-1)&=4(t+1)\\s(t-1)-4(t+1)&=0\\st-s-4t-4&=0\\t(s-4)-s-4&=0\\t(s-4)&=s+4\\t&={\frac {s+4}{s-4}}\end{aligned}}} Отже, якщо {\displaystyle t=(s+4)/(s-4)} і {\displaystyle s>4}, то маємо {\displaystyle t}-кістяк для набору точок {\displaystyle S}. |

Згідно з доведенням, можна мати довільне значення для {\displaystyle t}, виразивши {\displaystyle s} із {\displaystyle t=(s+4)/(s-4)}, що дає {\displaystyle s=4(t+1)/(t-1)}.